# کنگ کواتا
کنگ کواتا (انگلیسی: Kong Kuwata; ۲۳ اوت ۱۹۶۱ – ) بازیگر، صداپیشگی، radio announcer، خوانندگی اهل ژاپن بود.